# 平木大作
平木 大作（ひらき だいさく、1974年10月16日 - ）は、日本の政治家。公明党所属の参議院議員（3期）、参議院災害対策特別委員長、公明党広報局長。
経済産業大臣政務官兼内閣府大臣政務官兼復興大臣政務官、公明党青年委員長、復興副大臣などを歴任した。

## 人物
長野県長野市出身。1993年に創価高等学校を卒業後、東京大学に進学。1998年に東京大学法学部を卒業。大学卒業後の1998年にシティバンクに入社する。
2008年にスペインのイエセビジネススクールで経営学修士課程を修了後、同年、ブーズ・アンド・カンパニーに入社する。2010年にシグマクシスに転職。

### 政治家として
2013年7月、第23回参議院議員通常選挙に全国比例区で公明党から立候補する。北関東・千葉・信越重点候補として得票数党内2位（770,682票）で初当選を果たす。
2017年8月には第3次安倍第3次改造内閣にて経済産業大臣政務官 兼 内閣府大臣政務官 兼 復興大臣政務官に就任。同年11月には公明党の青年委員長に就任する。
2019年、第25回参議院議員通常選挙で再選。
2023年9月、第2次岸田改造内閣で復興副大臣に就任した。
2025年3月、与党唯一の国会議員として核兵器禁止条約第３回締約国会議に参加した。帰国後の国会では、核の秩序について大きな役割を果たす米国・ロシア・中国の首脳が、一度も広島と長崎を訪問していないことを取り上げ、総理である石破茂からこれらの首脳に対して、広島と長崎への訪問を働きかけるよう要請。合わせて、核保有国と非核保有国の信頼を醸成し、橋渡しを果たすために、戦争被爆国のリーダーとして総理が首脳外交に取り組むよう訴えた。石破は、「（核兵器禁止条約の締約国会議で）いろいろ見聞を広められたことかと思います。是非とも御教示を賜りたいと思っております」と返答した。
2025年、第27回参議院議員通常選挙で3選。

## 政策・主張
選択的夫婦別姓制度導入
選択的夫婦別姓制度導入に賛成している。
労働分配率の見直し
日本企業の経常利益は25年前と比べて5倍 に増え、株主に対して配当などで支払われた金額は8倍に増えた一方、従業員の給料総額は8％しか増えていないと指摘。コーポレートガバナンス・コード（企業統治指針）の改定などを通じて、労働分配率の見直しに取り組んでいる。

## 役職歴

### 公明党
- 広報局長
- 関東方面本部長
- 千葉県本部代表
- 青年委員会顧問
- 青年委員長
- 広報委員長代理

### 参議院
- 災害対策特別委員長
- 総務委員長
- 外交防衛委員会理事
- 行政監視委員会委員
- 外交・安全保障に関する調査会理事

## 選挙歴
| 当落 | 選挙                     | 執行日         | 年齢 | 選挙区       | 政党   | 得票数     | 得票率 | 定数 | 得票順位 /候補者数 | 政党内比例順位 /政党当選者数 |
| ---- | ------------------------ | -------------- | ---- | ------------ | ------ | ---------- | ------ | ---- | ------------------ | ---------------------------- |
| 当   | 第23回参議院議員通常選挙 | 2013年07月21日 | 36   | 参議院比例区 | 公明党 | 77万682票  | ーー   | 48   | 2/17               | 2/7                          |
| 当   | 第25回参議院議員通常選挙 | 2019年07月21日 | 44   | 参議院比例区 | 公明党 | 18万3869票 | ーー   | 50   | 6/17               | 6/7                          |
| 当   | 第27回参議院議員通常選挙 | 2025年07月20日 | 50   | 参議院比例区 | 公明党 | 37万7986票 | ーー   | 50   | 1/17               | 1/4                          |